# 菲律賓美國統治時期
菲律賓美國統治時期（英語：Philippines under American Administration）始於1898年美國在菲律賓建立美國菲律賓群島軍政府，當時菲律賓已脫離西屬東印度群島，不再是西班牙帝國之殖民地，結束於美國在1946年7月4日正式承認菲律賓共和國的獨立。

## 菲律賓革命和美西戰爭
菲律賓革命始於1896年8月，結束於比亞克納巴托條約。比亞克納巴托條約是西班牙駐菲律賓殖民總督費爾南多·普里莫·德里維拉與反抗西班牙殖民統治的菲律賓革命領袖埃米利奧·阿奎納多於1897年12月15日簽署的停火協議。該條約要求埃米利奧·阿奎納多和他屬下的軍隊投降。卡蒂普南（菲律賓一支反西班牙的秘密革命社團）得到西班牙政府的特赦和金錢賠償，作為對西班牙政府之作為的回應，埃米利奧·阿奎納多等反抗西班牙殖民統治的菲律賓革命領袖同意流亡香港。
西班牙未能按照美國政府的要求在古巴進行積極的社會改革，這是美西戰爭的根本原因。1898年4月19日，美國總統威廉·麥金萊向西班牙發出最後通牒。雖然西班牙沒有獲得其他歐洲國家的外交支持，但是仍然向美國宣戰，美國隨後於4月25日向西班牙宣戰。當時擔任美國海軍部助理部長的西奧多·羅斯福命令海軍准將喬治·杜威指揮美國海軍亞洲分艦隊。美國海軍亞洲分艦隊於4月27日啟程前往菲律賓，並於4月30日晚間抵達馬尼拉灣。並與西班牙艦隊於1898年5月1日發生馬尼拉灣戰役，美軍在數小時內取得勝利。

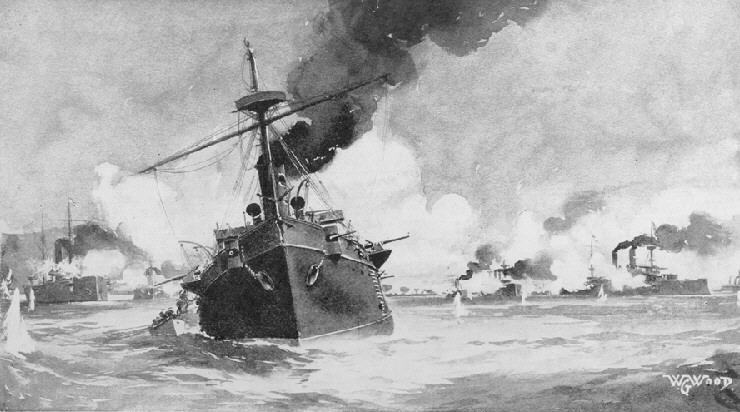
馬尼拉灣海戰

喬治·杜威在美西戰爭的第一次交戰中出人意料地迅速取得勝利，促使美國政府做出從西班牙人手中奪取馬尼拉的決定。喬治·杜威派遣快艇前往香港，將埃米利奧·阿奎納多運回菲律賓。埃米利奧·阿奎納多於5月19日抵達菲律賓，在與喬治·杜威短暫會面後，恢復了反抗西班牙人的革命活動。
8月13日，在不知道美國與西班牙簽署停戰協定的情況下，美軍通過奪取西班牙軍隊在馬尼拉的陣地發動了馬尼拉戰役，並成功佔領馬尼拉。

### 美國和西班牙之間的停戰協定
1898年8月12日，美國和西班牙在美國首都華盛頓哥倫比亞特區簽署了停戰協定。該停戰協定的全文直到11月5日才公開，但第三條寫道：“美國將佔領和控制馬尼拉的城市、海灣和港口，等待和平條約的締結，這應決定菲律賓的控制權。”1898年8月14日，即佔領馬尼拉兩天後，美國在菲律賓建立美國菲律賓群島軍政府，由韋斯利·梅里特將軍擔任軍事總督。在美國菲律賓群島軍政府的軍事統治期間，美國軍事指揮官在美國總統的授權下作為美國武裝部隊總司令統治菲律賓。 美國菲律賓群島軍政府引入了美國式的學校制度，最初由軍人擔任教師，在司法方面，重建菲律賓的民事和刑事法院，包括最高法院，並在菲律賓的城鎮和省份建立了地方政府。1899年5月7日，美軍在菲律賓布拉干省描里瓦舉行了第一次地方選舉。美國在菲律賓任命文官總督後，隨著菲律賓部分地區得到平定並牢牢置於美國控制之下，該地區的責任將移交給文官總督，軍事總督職位於1902年7月被廢除。
菲律賓革命政府於6月至9月10日舉行了選舉，結果產生了一個名為馬洛洛斯國會的立法機構。在1898年9月15日至11月13日的會議上，馬洛洛斯憲法獲得通過。它於1899年1月21日頒布，創建了以埃米利奧·阿奎納多為總統的菲律賓第一共和國。
巴黎條約於1898年12月簽署，正式結束了美西戰爭。它的條款包括將菲律賓群島割讓給美國，為此將支付2000萬美元作為補償。
1898年12月21日，威廉·麥金萊總統宣布對菲律賓實行仁慈同化政策。菲律賓於1899年1月4日宣布了這一消息。根據這項政策，菲律賓將置於美國的主權之下，美國軍隊奉命宣布自己是菲律賓的朋友而不是侵略者。

## 美菲戰爭

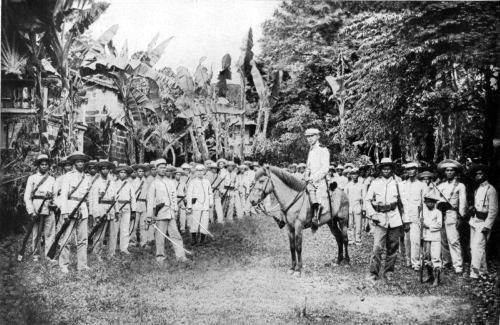
1898年，格雷戈里奧·德爾皮拉爾 (Gregorio del Pilar) 和他的部隊

埃米利奧·阿奎納多抗議美軍將領埃爾韋爾·奧蒂斯自封為“菲律賓軍事總督”，埃米利奧·阿奎納多指出菲律賓拒絕接受美國的管轄主權。菲律賓人被迫準備好向美國人開戰。
1899年6月2日，菲律賓第一共和國向美國宣戰。菲律賓軍隊在戰場上表現不佳。1901年，埃米利奧·阿奎納多被捕並宣誓效忠美國，標誌著美菲戰爭的結束。
戰爭期間菲律賓人的傷亡人數比美國人多得多。在島上戰鬥的大約125000名美國士兵中，有近4000名美國士兵陣亡。大約有20000名菲律賓士兵和250000至100萬非戰鬥人員死亡。
1902年7月美國國會通過菲律賓組織法，批准並確認了威廉·麥金萊設立菲律賓委員會的行政命令，並規定將建立兩院制的菲律賓立法機構，由選舉產生的下議院和官派的菲律賓委員會（上議院）組成。

## 美屬菲律賓
1902年的菲律賓組織法是美屬菲律賓的憲法。該法規定了由美國總統任命的總督和由選舉產生的下議院。菲律賓組織法還取消了天主教作為菲律賓國教的地位。美國政府為解決修士的地位問題，與梵蒂岡進行了談判。天主教會同意出售修士們的莊園，並承諾逐步用菲律賓人和其他非西班牙籍神父代替修士們。
1907年，選舉產生的菲律賓議會作為兩院制立法機構的下議院召開，菲律賓委員會為上議院。從1907年開始，菲律賓議會和後來的菲律賓立法機關每年都通過決議，表達菲律賓人對獨立的渴望。
1916年8月29日，美國國會通過瓊斯法案，瓊斯法案是菲律賓的新組織法。它的序言指出，菲律賓的最終獨立將是美國的政策，取決於建立一個穩定的政府。該法保留了由美國總統任命的菲律賓總督，但建立了兩院制的菲律賓立法機構，以取代民選的菲律賓議會（下議院）；它用選舉產生的參議院取代了官派的菲律賓委員會（上議院）。
1916年10月3日菲律賓舉行選舉，建立了菲律賓參議院。1919年2月23日菲律賓獨立代表團赴美國首都華盛頓遊說請願，另赴美國國會表明菲律賓已經做好獨立準備。1920年美國總統伍德羅·威爾遜在美國國會進行告別演說，呼籲國會通過菲律賓獨立法案但未獲得美國國會同意。
1934年3月菲律賓參議院議長曼努埃爾·奎松組團赴美國國會進行遊說，美國國會通過泰丁斯·麥克杜菲法案規範菲律賓獨立需要進行的程序，1934年3月24日美國總統富蘭克林·德拉諾·羅斯福簽署泰丁斯·麥克杜菲法案成為正式法律，1934年5月1日菲律賓參議院通過泰丁斯·麥克杜菲法案。1934年7月10日菲律賓選舉出制憲會議代表。1934年7月30日菲律賓制憲會議起草菲律賓憲法。1935年2月8日，菲律賓制憲會議通過憲法草案。
1935年3月23日，美國總統富蘭克林·德拉諾·羅斯福簽署菲律賓憲法草案。1935年5月14日菲律賓舉行公民投票通過憲法草案。1935年9月17日菲律賓舉行正副總統大選，曼努埃爾·奎松當選菲律賓國協首任總統。1935年11月15日菲律賓國協正式建立。

## 日本佔領和第二次世界大戰（1941–1945）
1941年12月7日，日本攻擊美國珍珠港，1941年12月8日日本攻擊菲律賓國協，1942年1月3日日本佔領馬尼拉頒布戒嚴法，實施軍事管理。1942年至1945年，第二次世界大戰期間日本佔領菲律賓，1943年6月日本要求菲律賓召開新的制憲會議，研擬殖民政府的新憲法草案。
1943年10月建立菲律賓第二共和國（傀儡政權）。
盟軍於1945年擊敗了日軍，收復菲律賓。到戰爭結束時，估計有超過100萬菲律賓人（包括正規軍和警察、游擊隊和平民）在戰爭中喪生。

## 獨立（1946）
1945年10月11日，菲律賓成為聯合國創始國之一。 1946年7月4日，在曼努埃爾·羅哈斯擔任總統期間，菲律賓通過美國政府與菲律賓政府之間的《马尼拉条约》正式被美國承認為獨立國家。 該條約規定承認菲律賓共和國的獨立和美國放棄對菲律賓群島的主權。

### 书目
- Aguinaldo, Don Emilio y Famy, , , Authorama: Public Domain Books,   [2008-02-07], （原始内容存档于2019-10-27）
- Aguinaldo, Don Emilio y Famy, , , Authorama: Public Domain Books,   [2008-02-07], （原始内容存档于2019-10-27）
- Aguinaldo, Don Emilio y Famy, , , Authorama: Public Domain Books,   [2008-02-07], （原始内容存档于2019-10-27）
- Guevara, Sulpico (编), , Ann Arbor, Michigan: University of Michigan Library, 20051972  [2008-03-26], （原始内容存档于2020-08-01）. (English translation by Sulpicio Guevara.)
- Beede, Benjamin R., , Taylor & Francis, 1994  [2023-06-27], ISBN 978-0-8240-5624-7, （原始内容存档于2023-03-15）
- Elliott, Charles Burke, , 1917
- Halstead, Murat, , , 1898  [2023-06-27], （原始内容存档于2023-08-15）
- Kalaw, Maximo Manguiat, , , Oriental commercial: 69–98, 1927  [2008-02-07], （原始内容存档于2014-04-22）
- Trask, David F., , University of Nebraska Press, 1996  [2023-06-27], ISBN 978-0-8032-9429-5, （原始内容存档于2023-03-15）
- Worcester, Dean Conant, , , Macmillan: 43–74, 1914  [2023-06-27], ISBN 1-4191-7715-X, （原始内容存档于2011-10-21）
- Zaide, Sonia M., , All-Nations Publishing Co., 1994  [2023-06-27], ISBN 978-971-642-071-5, （原始内容存档于2023-06-30）